# Jean-Louis Trintignant
Jean-Louis Xavier Trintignant (Piolenc, Vaucluse, 11 de dezembro de 1930 – Gard, 17 de junho de 2022) foi um ator francês, vencedor de uma Palma de Ouro de melhor ator no Festival de Cinema de Cannes.

## Biografia
Seu primeiro trabalho de grande repercussão foi E Deus Criou a Mulher, em 1956, de Roger Vadim e co-estrelado por Brigitte Bardot. Em 1962, numa passagem pelo cinema italiano, fez Il sorpasso, de Dino Risi. Conheceu a glória internacional em 1966, com o filme Un homme et une femme, de Claude Lelouch, com Anouk Aimée. Em 1968, foi agraciado com o Urso de Prata de melhor ator pelo seu desempenho em L'homme qui ment. Em 1969, obteve o prêmio de interpretação masculina no Festival de Cannes pela atuação em Z. Em 1986, participou de Un homme et une femme, 20 ans déjà, a continução de Un homme et une femme.

## Vida pessoal e morte

Jean-Louis e sua filha Marie em 1979

Trintignant veio de uma família rica. Ele era sobrinho do piloto de corrida Louis Trintignant, morto em 1933 enquanto treinava na pista de Péronne, na Picardia. Outro tio, Maurice Trintignant (1917–2005), também foi um piloto de Fórmula 1 que venceu duas vezes o Grande Prêmio de Mônaco. O próprio Jean-Louis era um entusiasmado piloto amador de rali e competiu em vários ralis de alto nível nas décadas de 1970 e 1980, incluindo várias rodadas do Campeonato Mundial de Rali, no qual terminou em primeiro em sua classe no Rally de Monte Carlo de 1981. Criado em torno das corridas de automóveis, Trintignant foi a escolha natural do diretor de cinema Claude Lelouch para o papel principal de um piloto de corrida no filme de 1966 A Man and a Woman. Ele sofreu uma lesão na perna em um acidente de moto em junho de 2007. 
Sua primeira esposa foi a atriz Stéphane Audran. Sua segunda esposa, Nadine Marquand, foi atriz, roteirista e diretora. Eles tiveram três filhos: Vincent, Pauline (que morreu de forma prematura em 1969) e Marie Trintignant. Aos 17 anos, Marie atuou em La terrazza ao lado de seu pai e mais tarde se tornou uma atriz de sucesso. Ela foi morta aos 41 anos pelo namorado, o roqueiro Bertrand Cantat, na época vocalista da banda Noir Désir, em um quarto de hotel em Vilnius, Lituânia. 
Em 2018, Trintignant anunciou que foi diagnosticado com câncer de próstata e não procuraria tratamento. Em novembro de 2021, foi relatado que ele estava perdendo gradualmente a visão e estava com a saúde debilitada. Morreu em 17 de junho de 2022, aos 91 anos de idade, em Gard.

## Prêmios

### Prêmio César
Indicações
- 1987 Melhor ator coadjuvante, La femme de ma vie (Pierre Arditi)
- 1995 Melhor ator, Trois couleurs: Rouge (Gérard Lanvin)
- 1996 Melhor ator, Fiesta (Michel Serrault)
- 1999 Melhor ator coadjuvante, Ceux qui m'aiment prendront le train (Daniel Prévost)

### Festival de Cannes
- 1969 Melhor ator, Z

### Prêmio David di Donatello
- 1972 David Especial

## Trabalhos
| Ano  | Título                                       | Papel                                                  | Diretor                                        | Co-estrelas                                                                   |
| ---- | -------------------------------------------- | ------------------------------------------------------ | ---------------------------------------------- | ----------------------------------------------------------------------------- |
| 1956 | La loi des rues                              | YvesTréguier                                           | Ralph Habib                                    | Georges Aminel, Angelvin, Josette Arno, Louis de Funès                        |
| 1956 | Et Dieu... créa la femme                     | Michel Tardieu                                         | Roger Vadim                                    | Brigitte Bardot                                                               |
| 1956 | Club de femmes                               | Michel                                                 | Ralph Habib                                    | Béatrice Altariba, Annie Andrel, Mijanou Bardot, Guy Bertil, Claudine Bleuse  |
| 1956 | Si tous les gars du monde                    | Jean-Louis                                             | Christian-Jaque                                | André Valmy, Jean Gaven, Marc Cassot                                          |
| 1959 | Parfois le dimanche                          |                                                        | Adonis Kyrou e Raoul Sangla                    |                                                                               |
| 1959 | Les liaisons dangereuses                     | Danceny                                                | Roger Vadim                                    | Jeanne Moreau, Gérard Philipe, Annette Vadim, Madeleine Lambert               |
| 1959 | Estate violenta                              | Carlo Caremoli                                         | Valerio Zurlini                                | Eleonora Rossi Drago, Jacqueline Sassard                                      |
| 1960 | Le coeur battant                             | François                                               | Jacques Doniol-Valcroze                        | Françoise Brion                                                               |
| 1960 | La millième fenêtre                          | Georges Desvignes                                      | Robert Ménégoz                                 | Pierre Fresnay                                                                |
| 1960 | Austerlitz                                   | Ségur fils                                             | Abel Gance                                     | Pierre Mondy, Martine Carol, Claudia Cardinale                                |
| 1961 | Pleins feux sur l'assassin                   | Jean-Marie                                             | Georges Franju                                 | Pascale Audret, Jean Babilée, Georges Bever, Pierre Brasseur                  |
| 1961 | L' Atlantide                                 | Pierre                                                 | Giuseppe Masini, Edgar G. Ulmer, Frank Borzage | Haya Harareet, Georges Rivière, James Westmoreland                            |
| 1961 | Le puits aux trois vérités                   | Un invité au vernissage                                | François Villiers                              | Michèle Morgan, Jean-Claude Brialy, Catherine Spaak                           |
| 1961 | Le seu de la vérité                          | Guy de Fleury                                          | Robert Hossein                                 | Robert Hossein, Françoise Prévost, Paul Meurisse, Jean Servais                |
| 1962 | Il sorpasso                                  | Roberto Mariani                                        | Dino Risi                                      | Vittorio Gassman, Catherine Spaak                                             |
| 1962 | Un jour à Paris                              |                                                        | Serge Korber                                   | Jacques Balutin, Guy D'Avout, Reni Goliard, François Lalande                  |
| 1962 | Horace 62                                    | Joseph Fabiani                                         | André Versini                                  | Charles Aznavour, Raymond Pellegrin, Giovanna Ralli                           |
| 1962 | Les sept péchés capitaux                     | Paul (segmento La Luxure)                              | Philippe de Broca, Claude Chabrol              | Micheline Presle, Laurent Terzieff                                            |
| 1962 | Le combat dans l'île                         | Clément Lesser                                         | Alain Cavalier                                 | Romy Schneider                                                                |
| 1963 | Il successo                                  | Sergio                                                 | Mauro Morassi                                  | Anouk Aimée, Ugo Attanasio, Carlo Bagno, Armando Bandini                      |
| 1963 | Château en Suède                             | Eric                                                   | Roger Vadim                                    | Monica Vitti, Jean-Claude Brialy, Curd Jürgens, Suzanne Flon, Françoise Hardy |
| 1964 | L'enfer                                      | Marcel #2                                              | Henri-Georges Clouzot                          | Romy Schneider, Serge Reggiani                                                |
| 1964 | Les pas perdus                               | Georges Guichard                                       | Jacques Robin                                  | Michèle Morgan, Jean Carmet, Jean Carmet                                      |
| 1964 | Avatar (televisão)                           |                                                        | Lazare Iglesis                                 | Serge Bossac, Anne-Marie Coffinet, Camille Fournier                           |
| 1964 | Les siffleurs                                |                                                        | Eino Ruutsalo                                  | Jean-Claude Brialy, Claudine Coster, Maurice Dalais, Anne Daumas              |
| 1964 | Mata Hari, agent H21                         | Captain François Lasalle                               | Jean-Louis Richard                             | Jeanne Moreau, Claude Rich                                                    |
| 1965 | Io uccido, tu uccidi                         | (segmento La donna che viveva sola)                    | Gianni Puccini                                 | Emmanuelle Riva, Dominique Boschero                                           |
| 1965 | Fragilité, ton nom est femme                 |                                                        | Nadine Trintignant                             | Annie Fargue                                                                  |
| 1965 | La bonne occase                              | Jacques Danzac                                         | Michel Drach                                   | Francis Blanche, Edwige Feuillère, Michel Serrault, Jean Poiret               |
| 1965 | Merveilleuse Angélique                       | Claude le Petit, dit Le poète croté                    | Bernard Borderie                               | Michèle Mercier, Claude Giraud, Jean Rochefort                                |
| 1965 | Le train bleu s'arrête 13 fois (televisão)   | Mezure no episódio Lyon: marché en main                | Michel Drach                                   | Marcel Cuvelier, Jean-Pierre Darras, Jacques Gaffuri                          |
| 1965 | Compartiment tueurs                          | Éric Grandin                                           | Costa-Gavras                                   | Catherine Allégret, Jacques Perrin, Simone Signoret, Michel Piccoli           |
| 1966 | Trans-Europ-Express                          | Elias/Himself                                          | Alain Robbe-Grillet                            | Marie-France Pisier, Nadine Verdier, Christian Barbier                        |
| 1966 | La longue marche                             | Philippe                                               | Alexandre Astruc                               | Robert Hossein, Maurice Ronet                                                 |
| 1966 | Le dix-septième ciel                         | François                                               | Serge Korber                                   | Marie Dubois, Jean Lefebvre                                                   |
| 1966 | Un homme et une femme                        | Jean-Louis Duroc                                       | Claude Lelouch                                 | Anouk Aimée, Pierre Barouh                                                    |
| 1966 | Safari diamants                              | Raphaële Vincente                                      | Michel Drach                                   | Marie-José Nat, Horst Frank                                                   |
| 1966 | Paris Brûle-t-il?                            | Capitaine Serge                                        | René Clément                                   | Jean-Paul Belmondo, Charles Boyer, Leslie Caron                               |
| 1967 | Mon amour, mon amour                         | Vincent Falaise                                        | Nadine Trintignant                             | Valérie Lagrange, Annie Fargue, Michel Piccoli                                |
| 1967 | Un homme à abattre                           | Raphael                                                | Philippe Condroyer                             | Valérie Lagrange, Luis Prendes                                                |
| 1967 | Col cuore in gola                            | Bernard                                                | Tinto Brass                                    | Ewa Aulin, Roberto Bisacco, Charles Kohler                                    |
| 1968 | Remparts d'argile                            | Entrepreneur                                           | Jean-Louis Bertucelli                          | Leila Shenna, Kricheche                                                       |
| 1968 | La société est une fleur carnivore           | Récitant/Narrator                                      | Guy Chalon                                     |                                                                               |
| 1968 | La morte há fatto l'uovo                     | Marco                                                  | Giulio Questi                                  | Gina Lollobrigida, Ewa Aulin, Jean Sobieski                                   |
| 1968 | Les biches                                   | Paul Thomas                                            | Claude Chabrol                                 | Jacqueline Sassard, Stéphane Audran, Nane Germon                              |
| 1968 | L'homme qui ment                             | Jan Robin/Boris Varissa                                | Alain Robbe-Grillet                            | Ivan Mistrík, Zuzana Kocúriková, Sylvie Turbová                               |
| 1968 | Il grande silenzio                           | Silence                                                | Sergio Corbucci                                | Klaus Kinski, Frank Wolff, Luigi Pistilli                                     |
| 1968 | La matriarca                                 | Dr. Carlo De Marchi                                    | Pasquale Festa Campanile                       | Catherine Spaak, Gigi Proietti                                                |
| 1969 | L'américain                                  | Bruno                                                  | Marcel Bozzuffi                                | Bernard Fresson, Marcel Bozzuffi, Tanya Lopert, Simone Signoret               |
| 1969 | Z                                            | The Examining Magistrate                               | Costa-Gavras                                   | Yves Montand, Irene Papas                                                     |
| 1969 | Metti una sera a cena                        | Michele                                                | Giuseppe Patroni Griffi                        | Lino Capolicchio, Tony Musante, Florinda Bolkan                               |
| 1969 | Le voleur de crimes                          | Jean Girod                                             | Nadine Trintignant                             | Robert Hossein, Florinda Bolkan, Giorgia Moll                                 |
| 1969 | Ma nuit chez Maud                            | Jean-Louis                                             | Eric Rohmer                                    | Françoise Fabian, Marie-Christine Barrault, Antoine Vitez                     |
| 1969 | Così dolce… così perversa                    | Jean Reynaud                                           | Umberto Lenzi                                  | Carroll Baker, Erika Blanc, Horst Frank                                       |
| 1970 | Il conformista                               | Marcello Clerici                                       | Bernardo Bertolucci                            | Stefania Sandrelli, Gastone Moschin, Enzo Tarascio                            |
| 1970 | Las secretas intenciones                     |                                                        | Antonio Eceiza                                 | Valeriano Andrés, Antonio Canal, Teresa del Río                               |
| 1970 | Le voyou                                     | Simon Duroc dit 'le Suisse'                            | Claude Lelouch                                 | Danièle Delorme, Charles Gérard, Christine Lelouch                            |
| 1971 | L'opium et le baton                          | Chaudier                                               | Ahmed Rachedi                                  | Marie-José Nat, Sid Ali Kouiret                                               |
| 1971 | Sans mobile apparent                         | Stéphane Carella                                       | Philippe Labro                                 | Dominique Sanda, Sacha Distel, Carla Gravina                                  |
| 1972 | La course du lièvre à travers les champs     | Tony                                                   | René Clément                                   | Robert Ryan, Lea Massari, Aldo Ray                                            |
| 1972 | L'attentat                                   | François Darien                                        | Yves Boisset                                   | Michel Piccoli, Jean Seberg, Gian Maria Volontè                               |
| 1972 | Un homme est mort                            | Lucien Bellon                                          | Jacques Deray                                  | Ann-Margret, Roy Scheider, Angie Dickinson                                    |
| 1973 | Une journée bien remplie                     | Le Metteur en scène de la troupe des 'Enfants du Gard' | ele mesmo                                      | Jacques Dufilho, Luce Marquand, Franco Pesce                                  |
| 1973 | Défense de savoir                            | Jean-Pierre Laubray                                    | Nadine Trintignant                             | Michel Bouquet, Charles Denner                                                |
| 1973 | Le train                                     | Julien Maroyeur                                        | Pierre Granier-Deferre                         | Romy Schneider                                                                |
| 1974 | Les violons du bal                           | Lui (Michel)                                           | Michel Drach                                   | Marie-José Nat, Gabrielle Doulcet, David Drach                                |
| 1974 | Glissements progressifs du plaisir           | The police Lieutenant                                  | Alain Robbe-Grillet                            | Anicée Alvina, Olga Georges-Picot, Michael Lonsdale                           |
| 1974 | Le mouton enragé                             | Nicolas Mallet                                         | Michel Deville                                 | Jean-Pierre Cassel, Romy Schneider, Jane Birkin                               |
| 1974 | L'escapade                                   | Ferdinand                                              | Michel Soutter                                 | Marie Dubois, Philippe Clévenot, Antoinette Moya, Georges Wod                 |
| 1974 | Le secret                                    | David Daguerre                                         | Robert Enrico                                  | Marlène Jobert, Philippe Noiret, Jean-François Adam                           |
| 1975 | L'agression                                  | Paul Varlin                                            | Gérard Pirès                                   | Catherine Deneuve, Claude Brasseur                                            |
| 1975 | Le jeu avec le feu                           | Franz/Francis                                          | Alain Robbe-Grillet                            | Philippe Noiret, Anicée Alvina                                                |
| 1975 | Flic Story                                   | Emile Buisson                                          | Jacques Deray                                  | Alain Delon, Renato Salvatori, Claudine Auger                                 |
| 1975 | La donna della domenica                      | Massimo Campi                                          | Luigi Comencini                                | Marcello Mastroianni, Jacqueline Bisset                                       |
| 1976 | Il pleut sur Santiago                        | Le sénateur/Senator                                    | Helvio Soto                                    | John Abbey, Bibi Andersson                                                    |
| 1976 | L'ordinateur des pompes funèbres             | Fred Malone                                            | Gérard Pirès                                   | Lea Massari, Mireille Darc                                                    |
| 1976 | Le voyage de noces                           | Paul Carter                                            | Nadine Trintignant                             | Stefania Sandrelli, François Marthouret, Nathalie Baye                        |
| 1976 | Il deserto dei Tartari                       | Le médecin-major Rovin                                 | Valerio Zurlini                                | Vittorio Gassman, Giuliano Gemma, Helmut Griem                                |
| 1977 | L'affaire                                    |                                                        |                                                | Annie Girardot                                                                |
| 1977 | Les passagers                                | Alex Moineau                                           | Serge Leroy                                    | Mireille Darc, Bernard Fresson                                                |
| 1977 | Repérages                                    | Victor                                                 | Michel Soutter                                 | Delphine Seyrig, Lea Massari                                                  |
| 1978 | L'argent des autres                          | Henri Rainier                                          | Christian de Chalonge                          | Catherine Deneuve, Laura Kornbluh                                             |
| 1979 | Le maître-nageur                             | Le jardinier de Zopoulos                               | ele mesmo                                      | Jean-Claude Brialy, Guy Marchand, Stefania Sandrelli                          |
| 1979 | Melancoly Baby                               | Pierre                                                 | Clarisse Gabus                                 | Jane Birkin, Jean-Luc Bideau                                                  |
| 1980 | La banquière                                 | Horace Vannister                                       | Francis Girod                                  | Romy Schneider, Marie-France Pisier, Claude Brasseur                          |
| 1980 | La terrazza                                  | Enrico D'Orsi                                          | Ettore Scola                                   | Vittorio Gassman, Ugo Tognazzi                                                |
| 1980 | Je vous aime                                 | Julien Tellier                                         | Claude Berri                                   | Catherine Deneuve, Gérard Depardieu, Serge Gainsbourg                         |
| 1981 | Un assassin qui passe                        | Ravic                                                  | Michel Vianey                                  | Carole Laure, Richard Berry                                                   |
| 1981 | Malevil                                      | Fulbert                                                | Christian de Chalonge                          | Michel Serrault, Jacques Dutronc                                              |
| 1981 | Passione d'amore                             | Doctor                                                 | Ettore Scola                                   | Bernard Giraudeau, Valeria D'Obici, Laura Antonelli                           |
| 1981 | Une affaire d'hommes                         | Louis Faguet                                           | Nicolas Ribowski                               | Claude Brasseur, Claude Brasseur, Patrice Kerbrat                             |
| 1981 | Eaux profondes                               | Vic Allen                                              | Michel Deville                                 | Isabelle Huppert, Sandrine Kljajic, Éric Frey                                 |
| 1982 | Le grand pardon                              | Commissaire Duché                                      | Alexandre Arcady                               | Roger Hanin, Clio Goldsmith, Bernard Giraudeau, Richard Berry, Anny Duperey   |
| 1982 | Boulevard des assassins                      | Daniel Salmon                                          | Boramy Tioulong                                | Victor Lanoux, Marie-France Pisier                                            |
| 1982 | La nuit de Varennes                          | Monsieur Sauce                                         | Ettore Scola                                   | Jean-Louis Barrault, Marcello Mastroianni, Hanna Schygulla                    |
| 1983 | Credo (televisão)                            | Le professeur Lenski                                   | Jacques Deray                                  | Nicole Courcel, Bernard Haller, Claudine Auger                                |
| 1983 | Colpire al cuore                             | Dario                                                  | Gianni Amelio                                  | Fausto Rossi, Laura Morante                                                   |
| 1983 | Vivement dimanche!                           | Julien Vercel                                          | François Trufffaut                             | Fanny Ardant                                                                  |
| 1983 | La crime                                     | Christian Lacassagne                                   | Philippe Labro                                 | Claude Brasseur, Jean-Claude Brialy, Gabrielle Lazure                         |
| 1983 | Under Fire                                   | Marcel Jazy                                            | Roger Spottiswoode                             | Nick Nolte, Ed Harris, Gene Hackman                                           |
| 1984 | Le bon plaisir                               | The President                                          | Francis Girod                                  | Catherine Deneuve, Michel Serrault                                            |
| 1984 | Femmes de personne                           | Michel Gilquin                                         | Christopher Frank                              | Marthe Keller, Philippe Léotard                                               |
| 1984 | Viva la vie!                                 | François Gaucher                                       | Claude Lelouch                                 | Charlotte Rampling, Michel Piccoli                                            |
| 1985 | L'Été prochain                               | Paul                                                   | Nadine Trintignant                             | Philippe Noiret, Philippe Noiret, Fanny Ardant                                |
| 1985 | Partir, revenir                              | Roland Rivière                                         | Claude Lelouch                                 | Annie Girardot, Françoise Fabian, Erik Berchot                                |
| 1985 | Rendez-vous                                  | Scrutzler                                              | André Téchiné                                  | Lambert Wilson, Juliette Binoche, Wadeck Stanczak                             |
| 1985 | Sortüz egy fekete bivalyért                  | Fodó tanár úr                                          | László Szabó                                   | Jean Rochefort, Fanny Cottençon                                               |
| 1985 | L'homme aux yeux d'argent                    | Mayene                                                 | Pierre Granier-Deferre                         | Alain Souchon, Tanya Lopert                                                   |
| 1986 | Un homme et une femme : Vingt ans déjà       | Jean-Louis Duroc                                       | Claude Lelouch                                 | Anouk Aimée, Richard Berry                                                    |
| 1986 | 15 août                                      | The unfaithful husband                                 | Nicole Garcia                                  | Ann-Gisel Glass, Nicole Garcia                                                |
| 1986 | La femme de mas vie                          | Pierre                                                 | Régis Wargnier                                 | Christophe Malavoy, Jane Birkin                                               |
| 1987 | Le moustachu                                 | Le général Gougeard                                    | Dominique Chaussois                            | Jean Rochefort, Grace De Capitani, Jean-Claude Brialy                         |
| 1987 | La vallée fantôme                            | Paul                                                   | Alain Tanner                                   | Jacob Berger, Laura Morante                                                   |
| 1989 | Bunker Palace Hôtel                          | Holm                                                   | Enki Bilal                                     | Carole Bouquet, Maria Schneider                                               |
| 1990 | Pour un oui ou pour un non (televisão)       | H1                                                     | Jacques Doillon                                | André Dussollier, Joséphine Derenne                                           |
| 1990 | Julie de Carneilhan (televisão)              | Herbert d'Espivant                                     | Christopher Frank                              | Caroline Cellier, Philippe Morier-Genoud                                      |
| 1991 | Merci la vie                                 | SS Officer                                             | Bertrand Blier                                 | Anouk Grinberg, Michel Blanc                                                  |
| 1992 | La controverse de Valladolid (televisão)     | Ginèse de Sepúlveda                                    | Jean-Daniel Verhaeghe                          | Jean-Pierre Marielle, Jean Carmet                                             |
| 1993 | L'instinct de l'ange                         | Colonel Édouard                                        | Richard Dembo                                  | Lambert Wilson, François Cluzet                                               |
| 1993 | L'oeil écarlate                              | René Montijoux                                         | Dominique Roulet                               | Stefania Sandrelli, Delphine Zentout, Grégoire Colin                          |
| 1993 | L'interdiction (televisão)                   | Le marquis d'Espard                                    | Jean-Daniel Verhaeghe                          | Caroline Sihol, Bernard Fresson                                               |
| 1994 | Rêveuse jeunesse (televisão) (voz)           | Declamador (texto de Paul Éluard)                      | Nadine Trintignant                             | Marie Trintignant, Emmanuel Salinger, Chiara Mastroianni                      |
| 1994 | Trois couleurs: Rouge                        | Le juge                                                | Krzysztof Kieslowski                           | Irène Jacob, Frédérique Feder                                                 |
| 1994 | Regarde les hommes tomber                    | Marx                                                   | Jacques Audiard                                | Jean Yanne, Mathieu Kassovitz                                                 |
| 1995 | La cité des enfants perdus (voz)             | L'oncle Irvin                                          | Marc Caro, Jean-Pierre Jeunet                  | Ron Perlman, Daniel Emilfork e Judith Vittet                                  |
| 1995 | Fiesta                                       | Colonel Masagual                                       | Pierre Boutron                                 | Grégoire Colin e Marc Lavoine                                                 |
| 1996 | Un homme est tombé dans la rue               |                                                        | Dominique Roulet                               | Guy Bedos, Martin Lamotte e Roger Miremont                                    |
| 1996 | C'est jamais loin                            | Elliot Spencer                                         | Alain Centonze                                 | Wadeck Stanczak e Bernard Le Coq                                              |
| 1996 | Un héros très discret                        | Albert Dehousse (velho)                                | Jacques Audiard                                | Mathieu Kassovitz, Anouk Grinberg e Sandrine Kiberlain                        |
| 1996 | L'insoumise (televisão)                      | Roquepenne                                             | Nadine Trintignant                             | Marie Trintignant e Amidou                                                    |
| 1996 | Tykho Moon                                   | Le chirurgien                                          | Enki Bilal                                     | Julie Delpy, Johan Leysen e Michel Piccoli                                    |
| 1998 | Ceux qui m'aiment prendront le train         | Lucien Emmerich/Jean-Baptiste Emmerich                 | Patrice Chéreau                                | Pascal Greggory, Valeria Bruni Tedeschi e Charles Berling                     |
| 2003 | Janis et John                                | M. Cannon                                              | Samuel Benchetrit                              | François Cluzet, Sergi López, Marie Trintignant e Christopher Lambert         |
| 2004 | Immortel (ad vitam) (voz)                    | Jack Turner                                            | Enki Bilal                                     | Linda Hardy, Thomas Kretschmann e Charlotte Rampling                          |
| 2005 | Galilée ou L'amour de Dieu (televisão) (voz) | Narrador                                               | Jean-Daniel Verhaeghe                          | Claude Rich, Daniel Prévost e Jean-Pierre Marielle                            |
| 2012 | Amour                                        | Georges                                                | Michael Haneke                                 | Emmanuelle Riva e Isabelle Huppert                                            |
| 2017 | Happy End                                    | Georges Laurent                                        | Michael Haneke                                 | Isabelle Huppert, Mathieu Kassovitz, Franz Rogowski e Fantine Harduin         |
| 2019 | Les plus belles années d'une vie             | Jean-Louis Duroc                                       | Claude Lelouch                                 | Anouk Aimée e Souad Amidou                                                    |
| 2024 | La Plus Précieuse des marchandises           | Narrador (voz)                                         | Michel Hazanavicius                            | Grégory Gadebois, Denis Podalydès e Dominique Blanc                           |